# 香港四大天王
香港四大天王（英語：Four Heavenly Kings）是指1990年代香港四名受歡迎的男歌手，按其出版首張個人專輯的先後排序為張學友、劉德華、黎明、郭富城，四人各有不同的風格特色和發展方向，並由音樂延伸到電影、電視、商界、慈善等領域，在華人社會的影響力廣泛而持久。香港四大天王一稱號於1992年首次被提出，是香港本地流行文化的其中一個現象。

## 背景
1970年代至1980年代初，香港的電視劇與電影歌曲逐漸興起，粵語流行樂壇在大量製作和嘗試下，日漸成熟，而電視台舉辦的歌唱比賽及藝員訓練班，為有意投身歌唱和演藝事業的年輕一代提供發展機會。1980年代中期，香港社會進入繁榮富裕的時期，流行音樂工業在全城消費能力的支持下，發展興旺，青少年把歌手推崇為偶像，卡拉OK亦同時興起，為香港流行音樂界帶來經濟利益，吸引大量歌手加入，樂壇競爭劇烈，其中譚詠麟和張國榮各據一方，他們的歌迷則勢成水火，互不相讓，被外界形容為「譚張爭霸」。1980年代尾至1990年代初，包括張國榮、譚詠麟在內的多名歌手相繼引退或宣佈不再領獎，香港樂壇出現真空期，唱片公司和電台因此在加入樂壇不久的新一輩歌手中尋找接班人。

## 人物來歷
香港「四大天王」的代表人物為張學友、劉德華、黎明、郭富城，四人先後在1980年代涉足演藝界。張學友於1961年7月10日在香港出生，他曾於1983年參加《歡樂今宵》節目中的歌唱比賽《盡顯才華Sing聲星》，但未能獲獎，其後於1984年參加《十八區業餘歌唱大賽》獲得冠軍，與寶麗金唱片公司簽約成為歌手後，於1985年4月推出首張音樂專輯；劉德華於1961年9月27日在香港出生，他在1980年入讀無綫電視藝員訓練班，由此成為演員，在拍電影時獲歌手林子祥賞識，鼓勵並指導他如何唱歌，劉德華其後於1985年與華星唱片簽約成為歌手，同年5月首次推出音樂專輯；黎明於1966年12月11日在北京出生，小時候移民香港，曾於英國留學，他在1985年入讀亞洲電視藝員訓練班，但中途被辭退，其後於1986年參加《第五屆新秀歌唱大賽》獲得銅獎，與華星唱片簽約後以演員工作為主，亦曾主唱電視劇歌曲及在酒廊唱歌，及至1989年加盟寶麗金唱片公司，於1990年7月推出首張音樂專輯；郭富城於1965年10月26日在香港出生，他在1984年參加無綫電視藝員招募班，由此成為舞蹈員，其後於1987年入讀無綫電視藝員訓練班，及至1990年到台灣拍廣告並成為歌手，同年9月推出處女作專輯。在1990年至1991年初，張學友、劉德華、黎明相繼成為香港受歡迎的歌手，曾有傳媒以「藝壇雙子星」來形容黎明和劉德華，也有傳媒以「樂壇三劍俠」統稱張學友、劉德華、黎明，而郭富城在台灣有了知名度後，於1991年回到香港發展，成為該年度的新進歌手之一。

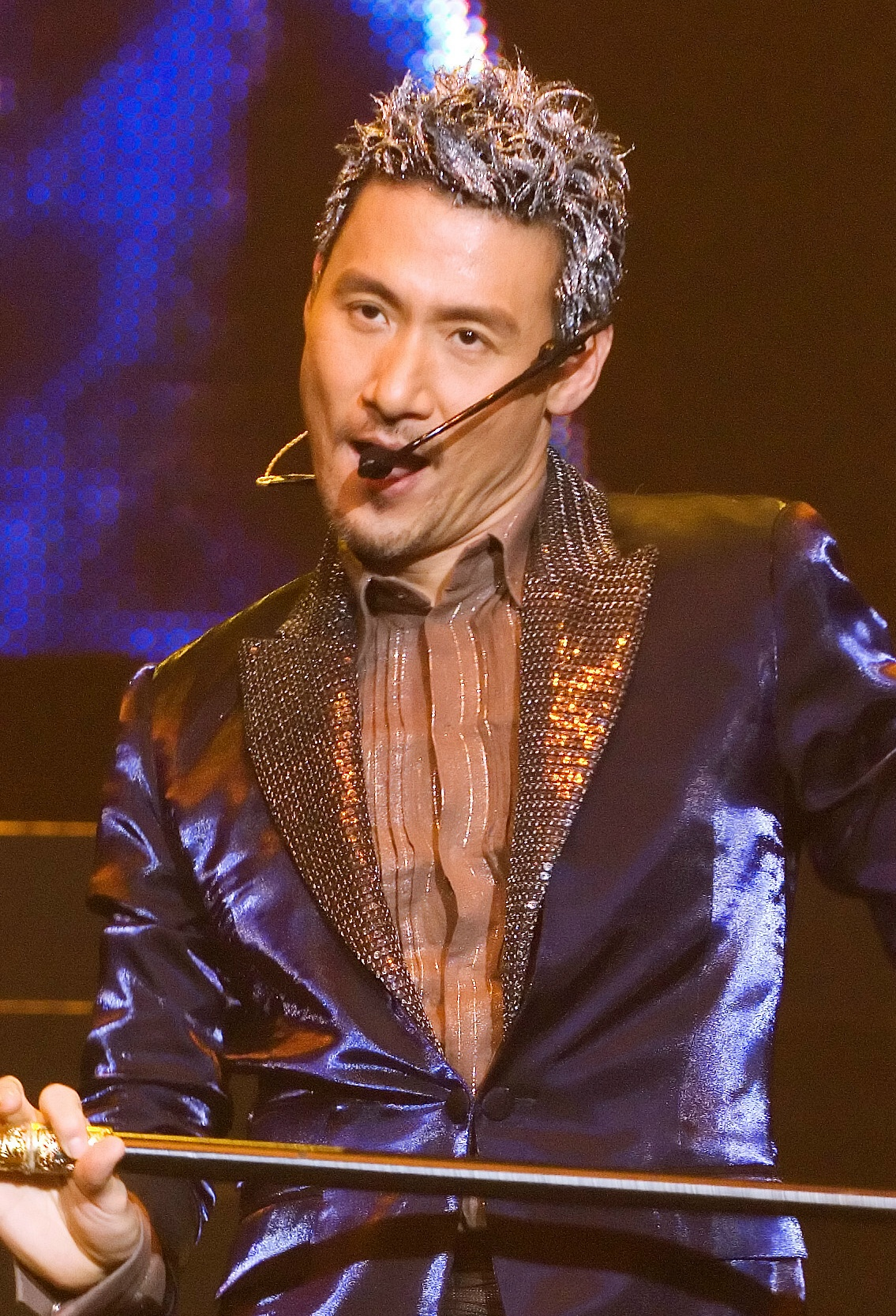
張學友
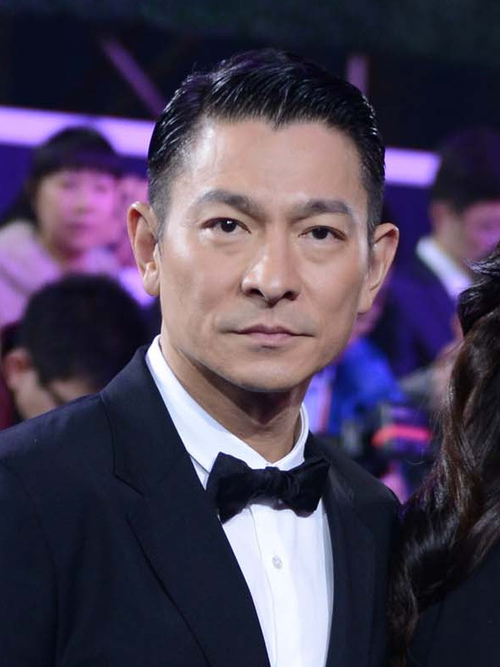
劉德華
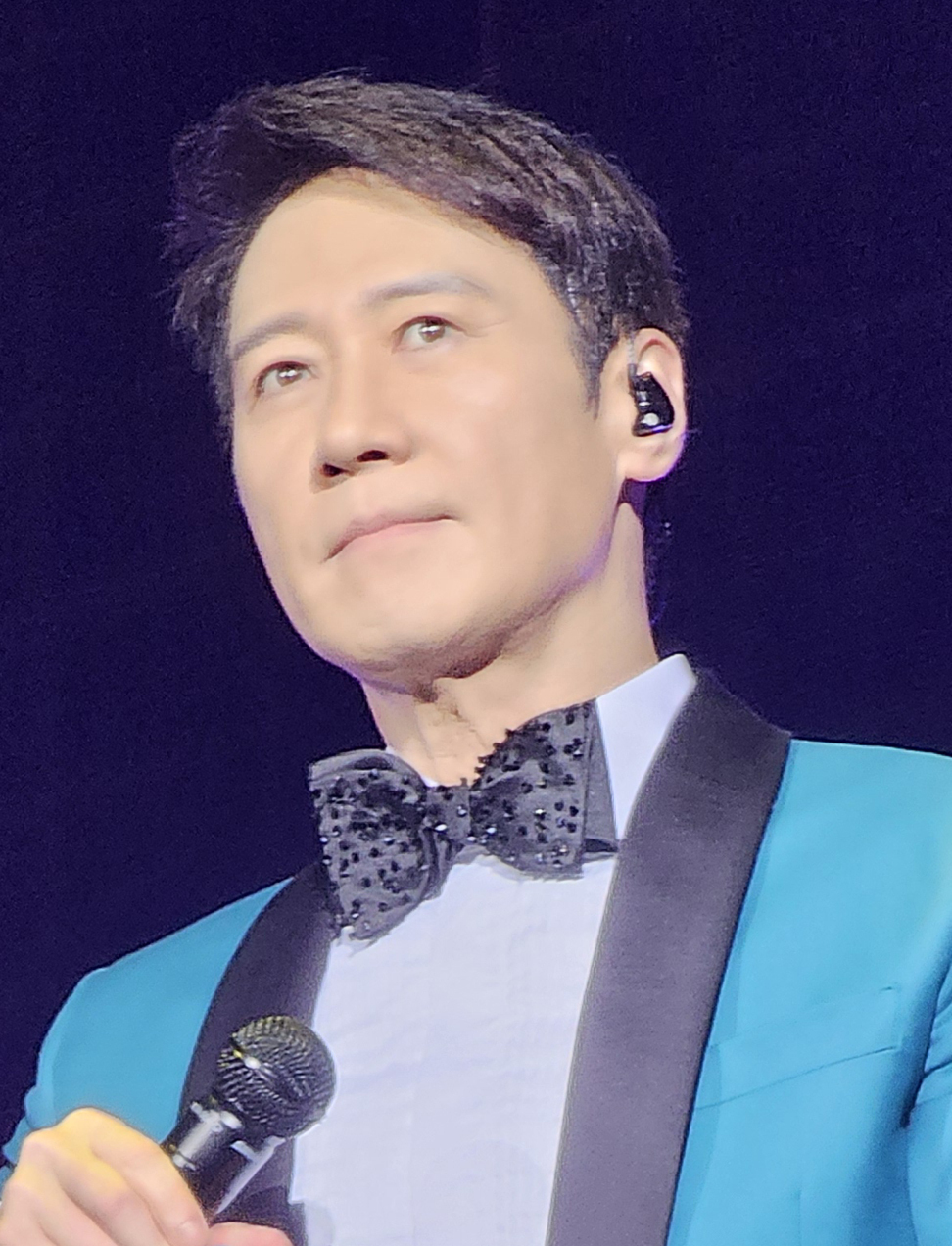
黎明
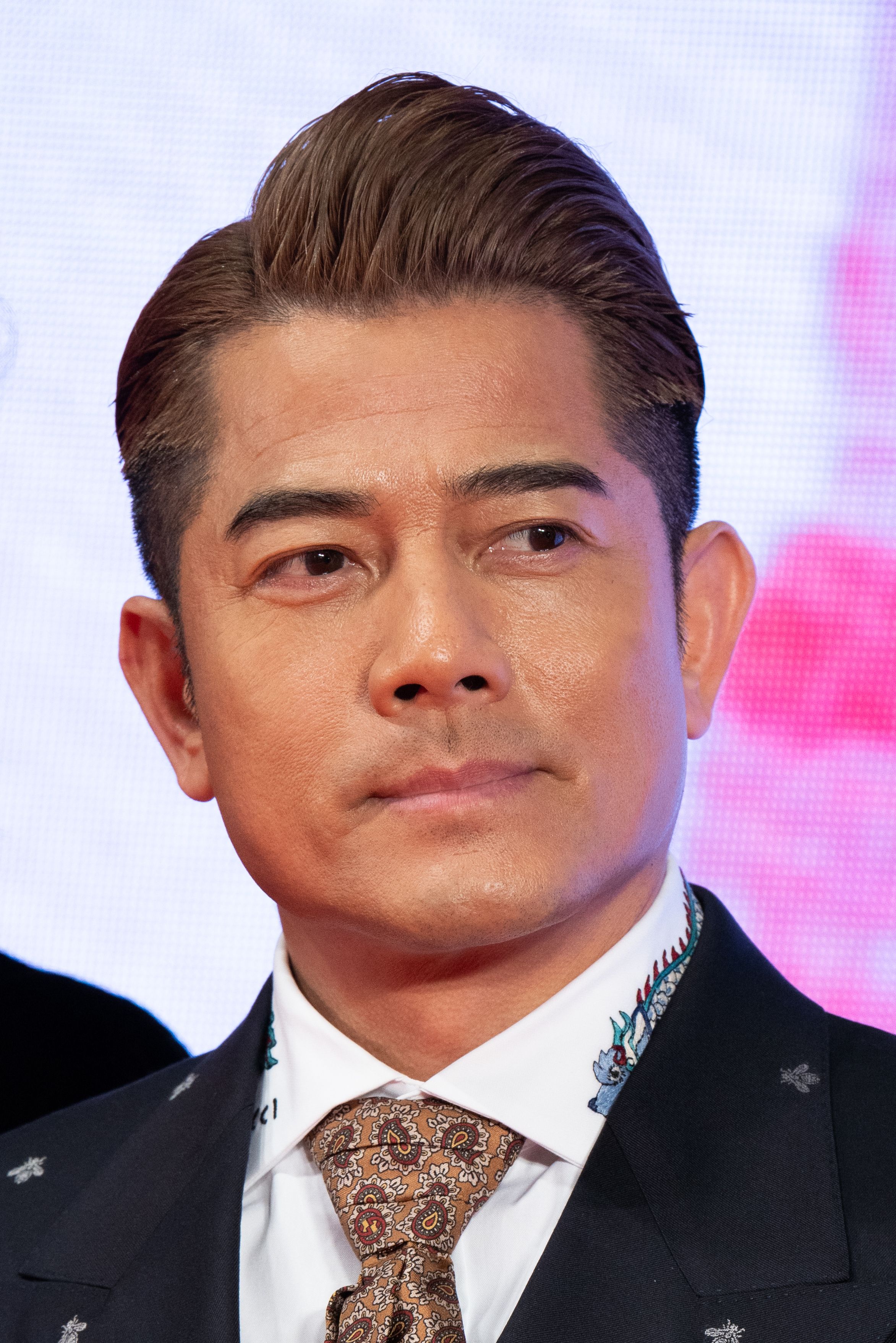
郭富城

## 稱號由來
「四大天王」的稱號約於1992年中首次被提出，這個稱號的由來有不同的說法，有說是當時《東方日報》刊登了一篇描寫香港流行樂壇的打油詩，內容為：「床前劉德華，疑是張學友。舉頭望黎明，低頭郭富城。」，這首詩引起了「香港演唱會之父」張耀榮的興趣，並統稱上述四人為「四大天王」，另一說法是指電視廣播有限公司非執行董事方逸華封上述歌手為「四大天王」，也有說是譚詠麟命名「四大天王」的稱號，甚至有兩份報章聲稱自己是為「四大天王」命名的首家傳媒機構，而流傳較廣的說法是時任香港電台助理廣播處長張文新於1992年擔任《太陽計劃》節目顧問時，以「四大天王」演出作為宣傳賣點，並與各大唱片公司商討演出人選，及至同年6月活動舉行時，司儀邀請張學友、劉德華、黎明、郭富城一同上台主持儀式及演出，由此確立了「四大天王」的代表人物。

## 流行文化
「四大天王」是1990年代香港流行文化的其中一個現象，張學友、劉德華、黎明、郭富城在1990年代均以香港流行樂壇作為發展的基地，繼而有跨媒體的發展，牽涉到廣告、卡拉OK等，使到香港流行樂壇出現了一個多元化的跨媒體局面，不少歌迷視上述四名歌手為偶像，樂壇形成了四大以年青人為主的歌迷陣營，並掀起了追星文化的熱潮。大眾對於「四大天王」的排名次序紛爭不斷，歌迷在樂壇頒獎禮為自己支持的歌手造勢，四大陣營的歌迷之間互相仇視、叫罵、大打出手等衝突情況時有發生，也有歌迷表示要以死來為自己的偶像討回公道，瘋狂程度比1980年代的「譚張爭霸」更甚。

## 評論摘要

### 歌手評論
黎明覺得「四大天王」這個稱號只是電視台的宣傳手法，其他傳媒也跟着認同，此舉不但會妨礙新人冒升，而且會為他們四人帶來不必要的壓力，他不想讓人以為他們四人雄霸樂壇，對其他歌手造成影響，並表示與張學友、劉德華、郭富城早已達成共識，同意棄用「四大天王」的稱號。郭富城自言沒有將「天王」稱號放在心中，亦贊成解除稱號，相信此舉對他們四人均是好事，希望「四大天王」的稱號能順其自然消失，而劉德華認為除去稱號可以給人新鮮感。1999年，黎明率先宣佈退出香港樂壇頒獎禮，當時他認為「四大天王」這四個字在香港本地及報紙上已刻上多年，是永遠不能洗脫的名稱

### 其他評論
香港影評人石琪認為黎明、張學友、劉德華、郭富城被吹捧為「香港四大天王」多年，時間證明他們的韌力很強，成名至今數十年即使有浮沉波折亦能反彈，並非浪得虛名。專欄作家楊崢認為「四大天王」具有自己的個人特色，他們的共通點是努力上進、積極求變，四人同樣難以被取代。香港教育工作者許為天表示「四大天王」是香港珍貴的文化資產，他們的成就不止於演藝舞台，也是香港人努力成功的見證，他認為「四大天王」具有偶像的魅力，容易被青少年接受，而他們在成長過程中的奮鬥經歷、在演藝生涯中的待人處事智慧，更令學生容易吸收，教師在向學生介紹「流行文化」時應加以教導和啟發，將「四大天王」具備的優點（例如：堅毅、承擔、溝通、創新等）傳承下去。評論認為「四大天王」的標籤有利亦有弊，有利之處是資源集中到代表「四大天王」的四名歌手，令他們在樂壇的發展更上一層樓，而弊處是其他新進歌手被籠罩在「四大天王」的光環之下，出頭更為困難。媒體分析指，隨着無線網絡技術的發展和普及，網路紅人的數量快速增長，大眾的注意力被分散，愛好者被瓜分到各個社群中，今後難以再有「四大天王」這類家喻戶曉的跨年代巨星。

## 合演記錄
自1980年代至今，四人之間曾經個別合作演出電影及電視劇集，以及一同出席綜藝節目及音樂頒獎禮等活動。2015年，黎明接受媒體訪問時表示，他們四人都有自己的獨特之處，彼此的生活、嗜好和工作方式不一樣，因此暫時沒有必要合作演出；2019年，劉德華接受媒體訪問時表示，期望四人能夠合作擔任季選秀節目的導師，但他表示張學友好像不願意。下表列出四人曾經一同或個別合作的節目活動或影視作品：

### 同台演出
| 年份／日期     | 主辦單位           | 節目／活動名稱                 | 備註                                                             | 來源   |
| -------------- | ------------------ | ------------------------------ | ---------------------------------------------------------------- | ------ |
| 1992年6月2日   | 香港電台第二台     | 太陽計劃《奧林匹克音樂會》     | 首次以「四大天王」身份用飄色形式進場，並合唱主題曲〈太陽精神〉。 | [ 38 ] |
| 1992年6月7日   | 電視廣播有限公司   | 1992年度香港小姐競選決賽       | 擔任表演嘉賓同台演出及演唱                                       | [ 39 ] |
| 1992年11月14日 | 區域市政局         | 九二區域市政局節開幕巡遊       | 同台演唱多首歌曲                                                 | [ 40 ] |
| 1992年11月15日 | 電視廣播有限公司   | 翡翠歌星賀台慶                 |                                                                  | [ 41 ] |
| 1993年4月18日  | 香港演藝人協會     | 減災扶貧創明天                 | 與香港演藝界人士一同到北京人民大會堂義演                         | [ 42 ] |
| 1993年11月14日 | 電視廣播有限公司   | 翡翠歌星賀台慶                 |                                                                  | [ 43 ] |
| 1994年1月8日   | 香港電台           | 十大中文金曲頒獎音樂會         | 合唱譚詠麟的歌曲〈朋友〉                                         | [ 44 ] |
| 1994年11月13日 | 電視廣播有限公司   | 翡翠歌星賀台慶                 | 以無伴奏合唱形式演唱自己的首本名曲                               | [ 45 ] |
| 1997年7月1日   | 香港特別行政區政府 | 香港特別行政區慶典             | 合唱〈香江組曲〉                                                 | [ 46 ] |
| 2003年4月6日   | 香港電影金像獎協會 | 第22屆香港電影金像獎           | 以清唱形式合唱張國榮的歌曲〈當年情〉                             | [ 47 ] |
| 2007年6月30日  | 香港特別行政區政府 | 慶祝香港回歸祖國十周年文藝晚會 | 合唱〈始終有你〉                                                 | [ 48 ] |

### 個別合作
| 年份／日期 | 節目／作品類型 | 節目／作品名稱             | 演出者                                               | 來源          |
| ---------- | -------------- | -------------------------- | ---------------------------------------------------- | ------------- |
| 1988年     | 電影           | 旺角卡門                   | 劉德華、張學友                                       |               |
| 1989年     | 電視劇         | 天涯歌女                   | 黎明、郭富城                                         | [ 49 ]        |
| 1990年     | 電影           | 阿飛正傳                   | 劉德華、張學友                                       |               |
| 1991年     | 綜藝節目       | 1991年度香港小姐競選準決賽 | 黎明、郭富城                                         | [ 50 ] [ 51 ] |
| 1991年     | 電影           | 九一神鵰俠侶               | 劉德華、郭富城                                       |               |
| 1991年     | 電影           | 五億探長雷洛傳II之父子情仇 | 劉德華、郭富城                                       |               |
| 1991年     | 電影           | 機Boy小子之真假威龍        | 劉德華、郭富城                                       |               |
| 1991年     | 電影           | 豪門夜宴                   | 黎明（客串）、郭富城（客串）、劉德華（客串）、張學友 | [ 52 ]        |
| 1992年     | 電影           | 明月照尖東                 | 黎明、張學友                                         |               |
| 1992年     | 電影           | 妖獸都市                   | 黎明、張學友                                         |               |
| 1992年     | 電影           | 龍騰四海                   | 黎明（客串）、劉德華                                 |               |
| 1993年     | 電影           | 超級學校霸王               | 劉德華、張學友、郭富城                               |               |
| 1998年     | 電影           | 安娜瑪德蓮娜               | 郭富城、張學友（客串）                               |               |
| 2003年     | 電影           | 金雞2                      | 黎明（客串）、劉德華（客串）、張學友（客串）         |               |
| 2003年     | 電影           | 江湖                       | 劉德華、張學友                                       |               |
| 2003年     | 電影           | 無間道3之終極無間          | 黎明、劉德華                                         |               |
| 2003年     | 電影           | 愛在陽光下                 | 郭富城、劉德華                                       |               |
| 2004年     | 電影           | 赤沙印記@四葉草.2          | 郭富城（客串）、張學友（客串）                       |               |
| 2009年     | 電影           | 龍騰四海                   | 黎明（客串）、劉德華（客串）                         |               |
| 2009年     | 電影           | 十月圍城                   | 黎明、張學友（客串）                                 |               |
| 2012年     | 電影           | 寒戰                       | 郭富城、劉德華（客串）                               |               |
| 2016年     | 電影           | 賭城風雲III                | 張學友、劉德華                                       |               |

### 註腳列表
1. ↑  . 堅離地球. 2025-01-04  [2025-05-31]. （原始内容存档于2025-05-31） （中文）.
2. 1 2  何言. . 香港: 香港中和出版有限公司. 2015-08: 151. ISBN 9789888284979 （中文）.
3. ↑  黃國恩. . 香港: 非凡出版. 2020-07: 8－12. ISBN 9789888676002 （中文）.
4. ↑  . 蘋果日報. 2016-06-15  [2019-02-11]. （原始内容存档于2019-01-19） （中文）.
5. ↑  黃湛森. . 香港: 香港大學. 2003-05: 151－154. ISBN 9780803999961 （中文）.
6. ↑  馮邦彥. . 香港: 中華書局（香港）有限公司. 2022: 233. ISBN 9789888807000 （中文）.
7. ↑  朱米高. . 香港獨立媒體網. 2018-04-28  [2025-05-26]. （原始内容存档于2019-04-05） （中文）.
8. ↑  . 大紀元. 2002-06-15  [2020-02-11]. （原始内容存档于2019-02-17） （中文）.
9. ↑  . 蘋果日報. 2003-08-15  [2020-02-11]. （原始内容存档于2019-02-17） （中文）.
10. ↑  . 晴報. 2019-08-30  [2020-02-11]. （原始内容存档于2019-12-29） （中文）.
11. ↑  . 今周刊. 2014-02-06  [2020-02-11]. （原始内容存档于2019-02-17） （中文）.
12. ↑  . 大眾電視超級特集. 1991  [2025-05-30]. （原始内容存档于2025-05-30） （中文）.
13. ↑  朱祖儀. . 今日新聞. 2024-12-28  [2025-05-30]. （原始内容存档于2025-05-30） （中文）.
14. ↑  . 華僑日報. 1991-11-24: 18  [2025-05-30]. （原始内容存档于2025-05-30） （中文）.
15. ↑  關熙潮. . 香港: 香港中和出版有限公司. 2015-09: 160－163. ISBN 9789888284993 （中文）.
16. ↑  鄧家宙. . 香港: 非凡出版. 2022: 235. ISBN 9789888807130 （中文）.
17. ↑  . 澳門日報. 2022-12-04: C02  [2025-05-30]. （原始内容存档于2025-05-30） （中文）.
18. ↑  曾智華. . 經濟通. 2022-09-13  [2025-05-31]. （原始内容存档于2022-09-13） （中文）.
19. ↑  Yiu-Wai Chu. . Hong Kong: Hong Kong University Press. 2017-01-01: 209. ISBN 9789888390588 （英语）. “Four Heavenly Kings” 四大天王 is coined at the RTHK summer event“Solar Project” to name the four male artists—Andy Lau, Jacky Cheung, Leon Lai, and Aaron Kwok—who are dominating the Cantopop scene.
20. ↑  . 蘋果日報. 2015-11-10  [2025-05-30]. （原始内容存档于2025-05-30） （中文）.
21. ↑  朱耀偉. . 香港: 三聯書店鋪（香港）有限公司. 2019-09: 151－163. ISBN 9789620428807 （中文）.
22. ↑  岳曉東. . 香港: 香港城市大學出版社. 2007: 64. ISBN 9789629371340 （中文）.
23. ↑  . 明周. 2024-11-22  [2025-05-31]. （原始内容存档于2025-04-28） （中文）.
24. ↑  . 太陽報. 1999-05-22  [2025-05-31]. （原始内容存档于2025-05-31） （中文）.
25. ↑  . 銀色世界雜誌. 1996  [2023-10-14]. （原始内容存档于2020-02-11） （中文）.
26. ↑  . 東方新地. 1992-11-22  [2023-10-14]. （原始内容存档于2020-02-11） （中文）.
27. ↑  . 報章. 1992  [2022-02-04]. （原始内容存档于2022-02-04） （中文）.
28. ↑  . 聯合晚報. 1992-11-30: 10  [2025-06-01]. （原始内容存档于2025-06-01） （中文（简体））.
29. ↑  沈寶茜. . 太陽報. 1999-12-14  [2023-10-14]. （原始内容存档于2021-06-06） （中文）.
30. ↑  . 明報. 1999-12-14  [2021-06-06]. （原始内容存档于2021-06-06） （中文）.
31. ↑  . 明報. 2016-05-14  [2020-02-19]. （原始内容存档于2020-02-19） （中文）.
32. ↑  楊崢. . 晴報. 2016-05-06  [2025-06-01]. （原始内容存档于2020-05-01） （中文）.
33. ↑  許為天.  (PDF). 信報. 2018-01-05  [2021-12-12]. （原始内容 (PDF)存档于2020-02-11） （中文）.
34. ↑  何映宇. . 新華澳報. 2023-07-14  [2025-05-30]. （原始内容存档于2025-05-30） （中文）.
35. ↑  . 今周刊. 2018-04-13  [2025-06-01]. （原始内容存档于2020-02-11） （中文）.
36. ↑  . 明報. 2015-12-10  [2020-02-12]. （原始内容存档于2020-02-12） （中文）.
37. ↑  . 華視新聞網. 2019-07-04  [2020-02-12]. （原始内容存档于2019-07-05） （中文）. （页面存档备份，存于）
38. ↑  . 香港電台. 2021  [2025-06-05]. （原始内容存档于2021-11-30） （中文）.
39. ↑  張嘉敏. . 香港01. 2021-06-27  [2025-06-01]. （原始内容存档于2022-03-07） （中文）.
40. ↑  . 大眾電視. 1992-11-21  [2025-06-05]. （原始内容存档于2025-06-05） （中文）.
41. ↑  . myTV SUPER. 2025  [2025-06-07]. （原始内容存档于2025-06-07） （中文）.
42. ↑  . 報紙. 1993-04-19  [2025-06-05]. （原始内容存档于2025-06-05） （中文）.
43. ↑  . myTV SUPER. 2025  [2025-06-07]. （原始内容存档于2025-06-07） （中文）.
44. ↑  蘇狄嘉. . 聯合早報. 1994-01-28: 44  [2025-06-05]. （原始内容存档于2025-06-05） （中文（简体））.
45. ↑  . myTV SUPER. 2025  [2025-06-07]. （原始内容存档于2025-06-07） （中文）.
46. ↑  . 新明日報. 1997-06-18: 18  [2025-06-03]. （原始内容存档于2025-06-03） （中文（简体））.
47. ↑  許育民. . 香港01. 2023-03-30  [2025-06-02]. （原始内容存档于2025-06-02） （中文）.
48. ↑  . TVBS新聞網. 2007-06-30  [2020-02-12]. （原始内容存档于2020-02-12） （中文）.
49. ↑  黎明、郭富城. . 香港: TVB USA Official. 2019-05-25  [2020-02-11]. （原始内容存档于2020-08-18） （中文）.
50. ↑  . 大公報. 1991-05-02: 20  [2025-06-07]. （原始内容存档于2025-06-07） （中文）.
51. ↑  . 人民網. 2002-08-12  [2020-01-02]. （原始内容存档于2004-11-29） （中文）.
52. ↑  . 三立新聞網. 2021-11-29  [2025-06-07]. （原始内容存档于2025-06-07） （中文）.

### 書籍文獻
- 黃志淙. . 香港: 香港特別行政區政府民政事務局. 2007-01: 72－73. ISBN 9789620203664 （中文）.
- 梁慧心, Evolution of Cantopop.  (碩士论文). 香港大學: 5. 2016-08  [2022-01-19]. （原始内容存档于2018-06-02） （英语）.（页面存档备份，存于）
- 徐天成. . 香港: 聯合電子出版有限公司. 2016-07-20: 1993－2003. ISBN 9789888291304.
- 黃國恩. . 香港: 非凡出版. 2020-07. ISBN 9789888676002.